# Trofeo Joan Gamper 2017
El Trofeo Joan Gamper 2017 fue la  LII edición  del torneo amistoso. El encuentro se disputó el 7 de agosto de 2017 en el Camp Nou, en esta ocasión el F. C. Barcelona se enfrentó a Chapecoense.

## Partido
| 1     | Guardameta     | Marc-André ter Stegen | 46' |
| 3     | Defensa        | Gerard Piqué          | 77' |
| 18    | Defensa        | Jordi Alba            | 77' |
| 22    | Defensa        | Aleix Vidal           | 78' |
| 23    | Defensa        | Samuel Umtiti         | 61' |
| 4     | Centrocampista | Ivan Rakitić          | 77' |
| 5     | Centrocampista | Sergio Busquets       | 78' |
| 8     | Centrocampista | Andrés Iniesta        | 62' |
| 9     | Delantero      | Luis Suárez           | 77' |
| 10    | Delantero      | Lionel Messi          | 78' |
| 16    | Delantero      | Gerard Deulofeu       | 46' |
| D. T. | D. T.          | Ernesto Valverde      |     |

| 12    | Guardameta     | Elias Curzel        | 76' |
| 6     | Defensa        | Reinaldo Manoel     |     |
| 21    | Defensa        | Luiz Otávio         | 81' |
| 22    | Defensa        | Luís Apodi          | 76' |
| 80    | Defensa        | Victor Ramos        | 81' |
| 5     | Centrocampista | Moisés Ribeiro      | 66' |
| 25    | Centrocampista | Lucas Mineiro       | 84' |
| 28    | Centrocampista | Alan Ruschel        | 36' |
| 30    | Centrocampista | Neném               | 46' |
| 32    | Centrocampista | Lourency            | 40' |
| 9     | Delantero      | Wellington Paulista | 46' |
| D. T. | D. T.          | Vinícius Eutrópio   |     |

| 13 | Guardameta     | Jasper Cillessen  | 46' |
| 6  | Centrocampista | Denis Suárez      | 46' |
| 14 | Defensa        | Javier Mascherano | 61' |
| 20 | Centrocampista | Sergi Roberto     | 62' |
| 26 | Defensa        | Marlon Santos     | 77' |
| 17 | Delantero      | Paco Alcácer      | 77' |
| 19 | Defensa        | Lucas Digne       | 77' |
| 27 | Centrocampista | Sergi Samper      | 77' |
| 2  | Defensa        | Nélson Semedo     | 78' |
| 29 | Delantero      | Munir El Haddadi  | 78' |
| 30 | Centrocampista | Carles Aleñá      | 78' |

| 23 | Centrocampista | Fernando Guerrero 73' | 36' |
| 7  | Delantero      | Cristian Penilla 89'  | 40' |
| 10 | Delantero      | Túlio de Melo         | 46' |
| 70 | Delantero      | Nádson 63'            | 46' |
| 37 | Centrocampista | Moisés Wolschik       | 63' |
| 11 | Centrocampista | Luiz Antônio          | 66' |
| 17 | Delantero      | Arthur Caike          | 73' |
| 92 | Defensa        | Emilio Zeballos       | 76' |
| 1  | Guardameta     | Artur Moares          | 76' |
| 3  | Defensa        | Douglas Grolli        | 81' |
| 14 | Defensa        | Fabrício Bruno        | 81' |
| 87 | Centrocampista | Khevin Rodrigo        | 84' |
| 31 | Delantero      | Dodô                  | 89' |

| 6' · 11' · 28' · 55' · 74' | Gerard Deulofeu Sergio Busquets Lionel Messi Luis Suárez Denis Suárez | 1:0 2:0 3:0 4:0 5:0 |

| 69' | Lucas Mineiro |

| Principal  | Álvarez Izquierdo |
| Asistentes | Barranco Trejo    |
|            | Méndez Mateo      |
| Cuarto     | Calderiña Pavón   |

|  |                    |     |     |
|  | Tiros              | 29  | 2   |
|  | Tiros a puerta     | 12  | 0   |
|  | Faltas             | 8   | 4   |
|  | Saques de esquina  | 5   | 0   |
|  | Penaltis           | 1   | 0   |
|  | Fueras de juego    | 3   | 2   |
|  | Posesión del balón | 79% | 21% |

| 1     | Guardameta     | Marc-André ter Stegen | 46' |
| 3     | Defensa        | Gerard Piqué          | 77' |
| 18    | Defensa        | Jordi Alba            | 77' |
| 22    | Defensa        | Aleix Vidal           | 78' |
| 23    | Defensa        | Samuel Umtiti         | 61' |
| 4     | Centrocampista | Ivan Rakitić          | 77' |
| 5     | Centrocampista | Sergio Busquets       | 78' |
| 8     | Centrocampista | Andrés Iniesta        | 62' |
| 9     | Delantero      | Luis Suárez           | 77' |
| 10    | Delantero      | Lionel Messi          | 78' |
| 16    | Delantero      | Gerard Deulofeu       | 46' |
| D. T. | D. T.          | Ernesto Valverde      |     |

| 12    | Guardameta     | Elias Curzel        | 76' |
| 6     | Defensa        | Reinaldo Manoel     |     |
| 21    | Defensa        | Luiz Otávio         | 81' |
| 22    | Defensa        | Luís Apodi          | 76' |
| 80    | Defensa        | Victor Ramos        | 81' |
| 5     | Centrocampista | Moisés Ribeiro      | 66' |
| 25    | Centrocampista | Lucas Mineiro       | 84' |
| 28    | Centrocampista | Alan Ruschel        | 36' |
| 30    | Centrocampista | Neném               | 46' |
| 32    | Centrocampista | Lourency            | 40' |
| 9     | Delantero      | Wellington Paulista | 46' |
| D. T. | D. T.          | Vinícius Eutrópio   |     |

| 13 | Guardameta     | Jasper Cillessen  | 46' |
| 6  | Centrocampista | Denis Suárez      | 46' |
| 14 | Defensa        | Javier Mascherano | 61' |
| 20 | Centrocampista | Sergi Roberto     | 62' |
| 26 | Defensa        | Marlon Santos     | 77' |
| 17 | Delantero      | Paco Alcácer      | 77' |
| 19 | Defensa        | Lucas Digne       | 77' |
| 27 | Centrocampista | Sergi Samper      | 77' |
| 2  | Defensa        | Nélson Semedo     | 78' |
| 29 | Delantero      | Munir El Haddadi  | 78' |
| 30 | Centrocampista | Carles Aleñá      | 78' |

| 23 | Centrocampista | Fernando Guerrero 73' | 36' |
| 7  | Delantero      | Cristian Penilla 89'  | 40' |
| 10 | Delantero      | Túlio de Melo         | 46' |
| 70 | Delantero      | Nádson 63'            | 46' |
| 37 | Centrocampista | Moisés Wolschik       | 63' |
| 11 | Centrocampista | Luiz Antônio          | 66' |
| 17 | Delantero      | Arthur Caike          | 73' |
| 92 | Defensa        | Emilio Zeballos       | 76' |
| 1  | Guardameta     | Artur Moares          | 76' |
| 3  | Defensa        | Douglas Grolli        | 81' |
| 14 | Defensa        | Fabrício Bruno        | 81' |
| 87 | Centrocampista | Khevin Rodrigo        | 84' |
| 31 | Delantero      | Dodô                  | 89' |

| 6' · 11' · 28' · 55' · 74' | Gerard Deulofeu Sergio Busquets Lionel Messi Luis Suárez Denis Suárez | 1:0 2:0 3:0 4:0 5:0 |

| 69' | Lucas Mineiro |

| Principal  | Álvarez Izquierdo |
| Asistentes | Barranco Trejo    |
|            | Méndez Mateo      |
| Cuarto     | Calderiña Pavón   |

|  |                    |     |     |
|  | Tiros              | 29  | 2   |
|  | Tiros a puerta     | 12  | 0   |
|  | Faltas             | 8   | 4   |
|  | Saques de esquina  | 5   | 0   |
|  | Penaltis           | 1   | 0   |
|  | Fueras de juego    | 3   | 2   |
|  | Posesión del balón | 79% | 21% |

| 1     | Guardameta     | Marc-André ter Stegen | 46' |
| 3     | Defensa        | Gerard Piqué          | 77' |
| 18    | Defensa        | Jordi Alba            | 77' |
| 22    | Defensa        | Aleix Vidal           | 78' |
| 23    | Defensa        | Samuel Umtiti         | 61' |
| 4     | Centrocampista | Ivan Rakitić          | 77' |
| 5     | Centrocampista | Sergio Busquets       | 78' |
| 8     | Centrocampista | Andrés Iniesta        | 62' |
| 9     | Delantero      | Luis Suárez           | 77' |
| 10    | Delantero      | Lionel Messi          | 78' |
| 16    | Delantero      | Gerard Deulofeu       | 46' |
| D. T. | D. T.          | Ernesto Valverde      |     |

| 12    | Guardameta     | Elias Curzel        | 76' |
| 6     | Defensa        | Reinaldo Manoel     |     |
| 21    | Defensa        | Luiz Otávio         | 81' |
| 22    | Defensa        | Luís Apodi          | 76' |
| 80    | Defensa        | Victor Ramos        | 81' |
| 5     | Centrocampista | Moisés Ribeiro      | 66' |
| 25    | Centrocampista | Lucas Mineiro       | 84' |
| 28    | Centrocampista | Alan Ruschel        | 36' |
| 30    | Centrocampista | Neném               | 46' |
| 32    | Centrocampista | Lourency            | 40' |
| 9     | Delantero      | Wellington Paulista | 46' |
| D. T. | D. T.          | Vinícius Eutrópio   |     |

| 13 | Guardameta     | Jasper Cillessen  | 46' |
| 6  | Centrocampista | Denis Suárez      | 46' |
| 14 | Defensa        | Javier Mascherano | 61' |
| 20 | Centrocampista | Sergi Roberto     | 62' |
| 26 | Defensa        | Marlon Santos     | 77' |
| 17 | Delantero      | Paco Alcácer      | 77' |
| 19 | Defensa        | Lucas Digne       | 77' |
| 27 | Centrocampista | Sergi Samper      | 77' |
| 2  | Defensa        | Nélson Semedo     | 78' |
| 29 | Delantero      | Munir El Haddadi  | 78' |
| 30 | Centrocampista | Carles Aleñá      | 78' |

| 23 | Centrocampista | Fernando Guerrero 73' | 36' |
| 7  | Delantero      | Cristian Penilla 89'  | 40' |
| 10 | Delantero      | Túlio de Melo         | 46' |
| 70 | Delantero      | Nádson 63'            | 46' |
| 37 | Centrocampista | Moisés Wolschik       | 63' |
| 11 | Centrocampista | Luiz Antônio          | 66' |
| 17 | Delantero      | Arthur Caike          | 73' |
| 92 | Defensa        | Emilio Zeballos       | 76' |
| 1  | Guardameta     | Artur Moares          | 76' |
| 3  | Defensa        | Douglas Grolli        | 81' |
| 14 | Defensa        | Fabrício Bruno        | 81' |
| 87 | Centrocampista | Khevin Rodrigo        | 84' |
| 31 | Delantero      | Dodô                  | 89' |

| 6' · 11' · 28' · 55' · 74' | Gerard Deulofeu Sergio Busquets Lionel Messi Luis Suárez Denis Suárez | 1:0 2:0 3:0 4:0 5:0 |

| 69' | Lucas Mineiro |

| Principal  | Álvarez Izquierdo |
| Asistentes | Barranco Trejo    |
|            | Méndez Mateo      |
| Cuarto     | Calderiña Pavón   |

|  |                    |     |     |
|  | Tiros              | 29  | 2   |
|  | Tiros a puerta     | 12  | 0   |
|  | Faltas             | 8   | 4   |
|  | Saques de esquina  | 5   | 0   |
|  | Penaltis           | 1   | 0   |
|  | Fueras de juego    | 3   | 2   |
|  | Posesión del balón | 79% | 21% |

| 1     | Guardameta     | Marc-André ter Stegen | 46' |
| 3     | Defensa        | Gerard Piqué          | 77' |
| 18    | Defensa        | Jordi Alba            | 77' |
| 22    | Defensa        | Aleix Vidal           | 78' |
| 23    | Defensa        | Samuel Umtiti         | 61' |
| 4     | Centrocampista | Ivan Rakitić          | 77' |
| 5     | Centrocampista | Sergio Busquets       | 78' |
| 8     | Centrocampista | Andrés Iniesta        | 62' |
| 9     | Delantero      | Luis Suárez           | 77' |
| 10    | Delantero      | Lionel Messi          | 78' |
| 16    | Delantero      | Gerard Deulofeu       | 46' |
| D. T. | D. T.          | Ernesto Valverde      |     |

| 12    | Guardameta     | Elias Curzel        | 76' |
| 6     | Defensa        | Reinaldo Manoel     |     |
| 21    | Defensa        | Luiz Otávio         | 81' |
| 22    | Defensa        | Luís Apodi          | 76' |
| 80    | Defensa        | Victor Ramos        | 81' |
| 5     | Centrocampista | Moisés Ribeiro      | 66' |
| 25    | Centrocampista | Lucas Mineiro       | 84' |
| 28    | Centrocampista | Alan Ruschel        | 36' |
| 30    | Centrocampista | Neném               | 46' |
| 32    | Centrocampista | Lourency            | 40' |
| 9     | Delantero      | Wellington Paulista | 46' |
| D. T. | D. T.          | Vinícius Eutrópio   |     |

| 13 | Guardameta     | Jasper Cillessen  | 46' |
| 6  | Centrocampista | Denis Suárez      | 46' |
| 14 | Defensa        | Javier Mascherano | 61' |
| 20 | Centrocampista | Sergi Roberto     | 62' |
| 26 | Defensa        | Marlon Santos     | 77' |
| 17 | Delantero      | Paco Alcácer      | 77' |
| 19 | Defensa        | Lucas Digne       | 77' |
| 27 | Centrocampista | Sergi Samper      | 77' |
| 2  | Defensa        | Nélson Semedo     | 78' |
| 29 | Delantero      | Munir El Haddadi  | 78' |
| 30 | Centrocampista | Carles Aleñá      | 78' |

| 23 | Centrocampista | Fernando Guerrero 73' | 36' |
| 7  | Delantero      | Cristian Penilla 89'  | 40' |
| 10 | Delantero      | Túlio de Melo         | 46' |
| 70 | Delantero      | Nádson 63'            | 46' |
| 37 | Centrocampista | Moisés Wolschik       | 63' |
| 11 | Centrocampista | Luiz Antônio          | 66' |
| 17 | Delantero      | Arthur Caike          | 73' |
| 92 | Defensa        | Emilio Zeballos       | 76' |
| 1  | Guardameta     | Artur Moares          | 76' |
| 3  | Defensa        | Douglas Grolli        | 81' |
| 14 | Defensa        | Fabrício Bruno        | 81' |
| 87 | Centrocampista | Khevin Rodrigo        | 84' |
| 31 | Delantero      | Dodô                  | 89' |

| 6' · 11' · 28' · 55' · 74' | Gerard Deulofeu Sergio Busquets Lionel Messi Luis Suárez Denis Suárez | 1:0 2:0 3:0 4:0 5:0 |

| 69' | Lucas Mineiro |

| Principal  | Álvarez Izquierdo |
| Asistentes | Barranco Trejo    |
|            | Méndez Mateo      |
| Cuarto     | Calderiña Pavón   |

|  |                    |     |     |
|  | Tiros              | 29  | 2   |
|  | Tiros a puerta     | 12  | 0   |
|  | Faltas             | 8   | 4   |
|  | Saques de esquina  | 5   | 0   |
|  | Penaltis           | 1   | 0   |
|  | Fueras de juego    | 3   | 2   |
|  | Posesión del balón | 79% | 21% |

| Bandera de España                  |
| Campeón F. C. Barcelona 40° título |